# Bahrains Grand Prix 2016
Bahrains Grand Prix 2016 (officielt navn: 2016 Formula 1 Gulf Air Bahrain Grand Prix) var et Formel 1-løb som blev arrangeret den 3. april 2016 på Bahrain International Circuit. Det var det andet løb i Formel 1-sæsonen 2016, og 12. gang Bahrains Grand Prix blev arrangeret. Løbet blev vundet af Mercedes-køreren Nico Rosberg, som også havde løbets hurtigste omgang. Dette var Rosbergs anden sejr for sæsonen, og hans femte F1-sejr i træk. På andenpladsen kom Ferraris Kimi Räikkönen, mens Lewis Hamilton fra Mercedes, som startede fra pole position, sikrede sig tredjepladsen.

## Resultater

### Kvalifikation
| Pos.               | Nr. | Kører             | Konstruktør               | Del 1    | Del 2    | Del 3    | Grid |
| ------------------ | --- | ----------------- | ------------------------- | -------- | -------- | -------- | ---- |
| 1                  | 44  | Lewis Hamilton    | Mercedes                  | 1.31,391 | 1.30,039 | 1.29,493 | 1    |
| 2                  | 6   | Nico Rosberg      | Mercedes                  | 1.31,325 | 1.30,535 | 1.29,570 | 2    |
| 3                  | 5   | Sebastian Vettel  | Ferrari                   | 1.31,636 | 1.30,409 | 1.30,012 | 3    |
| 4                  | 7   | Kimi Räikkönen    | Ferrari                   | 1.31,685 | 1.30,559 | 1.30,244 | 4    |
| 5                  | 3   | Daniel Ricciardo  | Red Bull Racing-TAG Heuer | 1.31,403 | 1.31,122 | 1.30,854 | 5    |
| 6                  | 77  | Valtteri Bottas   | Williams-Mercedes         | 1.31,672 | 1.30,931 | 1.31,153 | 6    |
| 7                  | 19  | Felipe Massa      | Williams-Mercedes         | 1.32,045 | 1.31,374 | 1.31,155 | 7    |
| 8                  | 27  | Nico Hülkenberg   | Force India-Mercedes      | 1.31,987 | 1.31,604 | 1.31,620 | 8    |
| 9                  | 8   | Romain Grosjean   | Haas-Ferrari              | 1.32,005 | 1.31,756 |          | 9    |
| 10                 | 33  | Max Verstappen    | Toro Rosso-Ferrari        | 1.31,888 | 1.31,772 |          | 10   |
| 11                 | 55  | Carlos Sainz, Jr. | Toro Rosso-Ferrari        | 1.31,716 | 1.31,816 |          | 11   |
| 12                 | 47  | Stoffel Vandoorne | McLaren-Honda             | 1.32,472 | 1.31,934 |          | 12   |
| 13                 | 21  | Esteban Gutiérrez | Haas-Ferrari              | 1.32,118 | 1.31,945 |          | 13   |
| 14                 | 22  | Jenson Button     | McLaren-Honda             | 1.31,976 | 1.31,998 |          | 14   |
| 15                 | 26  | Daniil Kvjat      | Red Bull Racing-TAG Heuer | 1.32,559 | 1.32,241 |          | 15   |
| 16                 | 94  | Pascal Wehrlein   | Manor-Mercedes            | 1.32,806 |          |          | 16   |
| 17                 | 9   | Marcus Ericsson   | Sauber-Ferrari            | 1.32,840 |          |          | 17   |
| 18                 | 11  | Sergio Pérez      | Force India-Mercedes      | 1.32,911 |          |          | 18   |
| 19                 | 20  | Kevin Magnussen1  | Renault                   | 1.33,181 |          |          | PL1  |
| 20                 | 30  | Jolyon Palmer     | Renault                   | 1.33,438 |          |          | 19   |
| 21                 | 88  | Rio Haryanto      | Manor-Mercedes            | 1.34,190 |          |          | 20   |
| 22                 | 12  | Felipe Nasr       | Sauber-Ferrari            | 1.34,388 |          |          | 21   |
| 107%-tid: 1.37,717 |     |                   |                           |          |          |          |      |
| Kilde:             |     |                   |                           |          |          |          |      |

### Løbet
| Pos    | Nr | Kører             | Konstruktør               | Omgange | Tid/Udgået  | Startpos. | Point |
| ------ | -- | ----------------- | ------------------------- | ------- | ----------- | --------- | ----- |
| 1      | 6  | Nico Rosberg      | Mercedes                  | 57      | 1.33.34,696 | 2         | 25    |
| 2      | 7  | Kimi Räikkönen    | Ferrari                   | 57      | +10,282     | 4         | 18    |
| 3      | 44 | Lewis Hamilton    | Mercedes                  | 57      | +30,148     | 1         | 15    |
| 4      | 3  | Daniel Ricciardo  | Red Bull Racing-TAG Heuer | 57      | +1.02,494   | 5         | 12    |
| 5      | 8  | Romain Grosjean   | Haas-Ferrari              | 57      | +1.18,299   | 9         | 10    |
| 6      | 33 | Max Verstappen    | Toro Rosso-Ferrari        | 57      | +1.20,929   | 10        | 8     |
| 7      | 26 | Daniil Kvjat      | Red Bull Racing-TAG Heuer | 56      | +1 omgang   | 15        | 6     |
| 8      | 19 | Felipe Massa      | Williams-Mercedes         | 56      | +1 omgang   | 7         | 4     |
| 9      | 77 | Valtteri Bottas   | Williams-Mercedes         | 56      | +1 omgang   | 6         | 2     |
| 10     | 47 | Stoffel Vandoorne | McLaren-Honda             | 56      | +1 omgang   | 12        | 1     |
| 11     | 20 | Kevin Magnussen1  | Renault                   | 56      | +1 omgang   | PL1       |       |
| 12     | 9  | Marcus Ericsson   | Sauber-Ferrari            | 56      | +1 omgang   | 17        |       |
| 13     | 94 | Pascal Wehrlein   | Manor-Mercedes            | 56      | +1 omgang   | 16        |       |
| 14     | 12 | Felipe Nasr       | Sauber-Ferrari            | 56      | +1 omgang   | 21        |       |
| 15     | 27 | Nico Hülkenberg   | Force India-Mercedes      | 56      | +1 omgang   | 8         |       |
| 16     | 11 | Sergio Pérez      | Force India-Mercedes      | 56      | +1 omgang   | 18        |       |
| 17     | 88 | Rio Haryanto      | Manor-Mercedes            | 56      | +1 omgang   | 20        |       |
| Ret    | 55 | Carlos Sainz, Jr. | Toro Rosso-Ferrari        | 29      | Kollision   | 11        |       |
| Ret    | 21 | Esteban Gutiérrez | Haas-Ferrari              | 10      | Bremser     | 13        |       |
| Ret    | 22 | Jenson Button     | McLaren-Honda             | 6       | Motor       | 14        |       |
| DNS    | 5  | Sebastian Vettel  | Ferrari                   | 0       | Motor       | –         |       |
| DNS    | 30 | Jolyon Palmer     | Renault                   | 0       | Hydraulik   | –         |       |
| Kilde: |    |                   |                           |         |             |           |       |

Noter til tabellerne:
- 1:  - Kevin Magnussen startede løbet fra pit lane som straf for ikke at have stoppet for en obligatorisk vægtkontrol under anden træningsomgang.[4]

## Stillingen i mesterskaberne efter løbet
| Nr | +/- | Kører             | Point |
| -- | --- | ----------------- | ----- |
| 1  |     | Nico Rosberg      | 50    |
| 2  |     | Lewis Hamilton    | 33    |
| 3  | 2   | Daniel Ricciardo  | 24    |
| 4  | –   | Kimi Räikkönen    | 18    |
| 5  | 1   | Romain Grosjean   | 18    |
| 6  | 3   | Sebastian Vettel  | 15    |
| 7  | 3   | Felipe Massa      | 14    |
| 8  | 2   | Max Verstappen    | 9     |
| 9  | 2   | Nico Hülkenberg   | 6     |
| 10 | 2   | Valtteri Bottas   | 6     |
| 11 | –   | Daniil Kvjat      | 6     |
| 12 | 3   | Carlos Sainz, Jr. | 2     |
| 13 | –   | Stoffel Vandoorne | 1     |
| 14 | 2   | Kevin Magnussen   | 0     |
| 15 | 4   | Jolyon Palmer     | 0     |
| 16 | –   | Marcus Ericsson   | 0     |
| 17 | 4   | Sergio Pérez      | 0     |
| 18 | 2   | Pascal Wehrlein   | 0     |
| 19 | 4   | Felipe Nasr       | 0     |
| 20 | 6   | Jenson Button     | 0     |
| 21 | –   | Rio Haryanto      | 0     |
| NC | –   | Fernando Alonso   | 0     |
| NC | –   | Esteban Gutiérrez | 0     |

| Nr | +/- | Konstruktør          | Point |
| -- | --- | -------------------- | ----- |
| 1  |     | Mercedes             | 83    |
| 2  |     | Ferrari              | 33    |
| 3  | 1   | Red Bull-TAG Heuer   | 30    |
| 4  | 1   | Williams-Mercedes    | 20    |
| 5  |     | Haas-Ferrari         | 18    |
| 6  | 1   | Toro Rosso-Ferrari   | 11    |
| 7  | 1   | Force India-Mercedes | 6     |
| 8  | 1   | McLaren-Honda        | 1     |
| 9  | 1   | Renault              | 0     |
| 10 |     | Sauber-Ferrari       | 0     |
| 11 |     | Manor-Mercedes       | 0     |